# Reato
Il reato, in diritto, è un comportamento che la legge espressamente punisce con una sanzione particolarmente afflittiva, denominata "sanzione penale" (principio di tassatività).
Tecnicamente, il reato è un fatto umano (commissivo od omissivo) vietato dall'ordinamento giuridico di uno Stato, alla cui realizzazione consegue una sanzione penale. Esso rientra nella più ampia categoria dell'illecito. Secondo alcuni autori il reato si scompone in un elemento oggettivo e in uno soggettivo (teoria della bipartizione), secondo altri in fatto tipico, antigiuridico, colpevole (teoria della tripartizione); una dottrina minoritaria lo considera invece formato da quattro elementi: fatto umano, antigiuridico, colpevole, punibile.
Nella maggior parte degli ordinamenti, i reati vengono classificati in due o tre categorie a seconda della gravità. Il codice penale italiano attualmente in vigore (codice Rocco) all'art. 39 distingue due diversi tipi di reato: il delitto, punito con la pena dell'ergastolo, della reclusione o della multa) e la contravvenzione (la cui pena può essere arresto e ammenda).
Il reato può essere comune o proprio a seconda che esso possa essere realizzato, rispettivamente, da chiunque o solo da chi riveste particolari qualifiche o posizioni (i pubblici ufficiali, gli esercenti servizi di pubblica utilità e incaricati di pubblico servizio). Inoltre si distinguono reati colposi, dolosi o preterintenzionali, tentati o consumati.

## Definizioni di reato

### Definizione formale
Dal punto di vista formale (o giuridico) il reato è quel fatto giuridico, infrattivo della legge penale (principio di legalità), espressamente previsto dal legislatore e al quale l'ordinamento giuridico ricollega come conseguenza, una sanzione (pena).
Dal punto di vista strutturale, pertanto, il reato è quel fatto umano attribuibile al soggetto (principio di materialità) offensivo di un bene giuridicamente tutelato (da una lesione o, in certi casi, anche solo da una minaccia) sanzionato con una pena ritenuta proporzionale alla rilevanza del bene tutelato, in cui la sanzione svolge la funzione di rieducazione del condannato. Il reato, previsto, disciplinato e sanzionato dall'ordinamento giuridico si distingue dall'illecito amministrativo e dall'illecito civile per la diversa natura della sanzione prevista.

### Definizione "sostanziale"
Alla concezione formale si contrappone la concezione sostanziale del reato in base alla quale è tale il fatto socialmente pericoloso anche se non espressamente previsto dalla legge; ne deriva che sono punibili le condotte socialmente pericolose anche se non sono criminalizzate dalla legge. Tale concezione tuttavia elide la certezza del diritto e le garanzie per i cittadini e per tale motivo tutti i paesi democratici e liberali hanno adottato una nozione formale del reato.

### Definizione formale-sostanziale
Fatto umano che aggredisce un bene giuridico ritenuto meritevole di tutela da un legislatore che si muove nel quadro dei valori costituzionali; sempre che la misura dell'aggressione sia tale da far apparire inevitabile il ricorso alla pena e le sanzioni di tipo non penale non siano sufficienti a garantire un'efficace tutela.

## Classificazione
La maggior parte degli ordinamenti giuridici classifica i reati in base alla loro gravità. A livello globale, alcuni paesi hanno un sistema "binario", altri un sistema "ternario"; tuttavia quella binaria è mitigata da considerazioni più complesse. Ad esempio, nella legge penale francese, i reati sono classificati in tre categorie, secondo la loro gravità: contravvenzioni, reati e crimini. La Germania, che nel suo codice penale del 1871 aveva adottato la stessa divisione ternaria della Francia, vi ha rinunciato dal 1945 a favore di un sistema binario che riconosce solo crimini (Verbrechen) e reati (Vergehen). Tuttavia, vennero introdotti i "reati regolamentari" (Ordnungswidrigkeiten) che sono correlati al diritto amministrativo ma hanno alcune somiglianze con il diritto penale.
Il sistema binario è presente anche in Italia e in Spagna, ma in quest'ultimo paese vi è una distinzione tra delitos gravi e meno gravi. Nel Regno Unito, la legge inglese è passata da un sistema ternario a un sistema binario. La distinzione principale è tra i reati incriminabili e i reati non incriminabili, solo i primi richiedono un processo con giuria. Ma ci sono anche i cosiddetti reati "either-way offenses" per i quali viene riunita una giuria tenendo conto di diversi parametri, ma principalmente il plea bargaining (l'equivalente italiano del patteggiamento) dell'accusa.

## Reato nell'ordinamento italiano

### Classificazione dei reati nel diritto italiano
Nel diritto italiano il reato è distinto in dottrina secondo classificazioni di ampia portata, alcune delle quali sono di generale condivisione, mentre di altre non è sufficientemente riconosciuta la validità (o l'opportunità) teoretica e restano pertanto nell'analisi più che altro come tracce convenzionali. Comunque la classificazione dei reati (come molti altri argomenti del diritto) non si presenta esente dalle insidie di interpretazioni potenzialmente viziate da visioni filosofiche o ideologiche e - anche per questo - è peraltro suscettibile di variazioni nel tempo; conviene dunque considerare la preminenza dell'aspetto di convenzionalità attuale nell'elencazione di alcuni fra i principali tipi classificabili.

#### Delitti e contravvenzioni
La divisione principale all'interno della categoria del reato è quella che distingue i delitti dalle contravvenzioni. Tale divisione risale al codice toscano del 1853 ed è stata accettata senza modifiche dal Codice Zanardelli del 1889 e dal Codice Rocco del 1930.
Il criterio distintivo delle due categorie accolto dal codice penale attualmente vigente è di natura formale. Stabilisce infatti l'art. 17 del codice che:
- Sono delitti i reati al cui verificarsi l'ordinamento penale ricollega come pene l'ergastolo, la reclusione e la multa. Fino al 1994 era prevista la pena di morte per taluni gravissimi delitti, poi sostituita con l'ergastolo e definitivamente esclusa anche in caso di legge penale di guerra con la modificazione del quarto comma dell'articolo 27 della Costituzione avvenuta con la legge costituzionale 2 ottobre 2007, n. 1.[13]
- Sono contravvenzioni i reati al cui verificarsi l'ordinamento penale ricollega come pene l'arresto e l'ammenda.[13]

La distinzione ha notevole rilievo pratico sotto diversi aspetti: principalmente, mentre per i delitti si risponde a titolo di dolo, e solo se espressamente previsto dalla legge penale a titolo di colpa (rappresentando l'eccezione), per le contravvenzioni si risponde indifferentemente per dolo o per colpa a meno che non si versi in casi eccezionali in cui è la struttura del fatto contravvenzionale a richiedere o uno o l'altro. Inoltre, il tentativo è configurabile esclusivamente per i delitti (delitto tentato). Infine, per i delitti la reclusione può estendersi da quindici giorni a 24 anni, mentre per le contravvenzioni con l'arresto da cinque giorni a tre anni; solo le contravvenzioni possono estinguersi per oblazione; la non menzione della pena viene revocata se successivamente il condannato commette un delitto e non una contravvenzione; alcune circostanze comuni aggravanti e attenuanti sono attribuibili solo ai delitti.
La dottrina si è sforzata di rinvenire un criterio sostanziale di differenziazione tra delitti e contravvenzioni, una ricerca questa influenzata da concezioni politico criminali di volta in volta dominanti. Oggi la differenza poggia su un criterio quantitativo, ossia una distinzione che opera sulla base di maggiore e minore gravità.
La Circolare del Presidente del Consiglio dei ministri del 5 febbraio 1986 stabilisce criteri orientativi per la scelta tra delitti e contravvenzioni. Le contravvenzioni dovrebbero circoscriversi a due categorie di illeciti: 1) fattispecie di carattere preventivo cautelare finalizzate a tutela di beni primari; 2) fattispecie concernenti le discipline di attività sottoposte a potere amministrativo per pubblico interesse.
Sul piano del diritto positivo vigente, la distinzione più sicura è quella di natura formale che fa leva sul diverso tipo di sanzioni comminate. Infatti stabilisce l'art. 39 del codice penale: "I reati si distinguono in delitti e contravvenzioni secondo la diversa specie delle pene per essi rispettivamente stabilite da questo codice" e l'art. 17 stabilisce: "Pene principali per i delitti: ergastolo, reclusione, multa; Pene principali per le contravvenzioni: arresto e ammenda".

#### Reato proprio e reato comune
A seconda della figura soggettiva di chi lo commette, il reato può essere distinto in proprio o comune:
- il reato comune può essere commesso da chiunque (ad esempio omicidio, furto, danneggiamento).[16]
- il reato proprio può invece essere commesso soltanto da colui che rivesta una determinata qualifica o abbia uno status precisato dalla norma, o possieda un requisito necessario per la commissione dell'illecito; il peculato e la concussione, ad esempio, possono essere commessi solo da un pubblico ufficiale o da un incaricato di pubblico servizio (i.p.s.) poiché la ratio specifica della norma consiste evidentemente proprio nell'evitare che il pubblico ufficiale o l'i.p.s. commettano azioni illecite profittando della loro posizione, mentre la ratio generale intende preservare il buon andamento e l'imparzialità della pubblica amministrazione. Altrettanto, il delitto di falsa perizia può essere commesso solo dal perito.[16][17]

I reati propri, a loro volta, si distinguono in due categorie:
- I reati propri esclusivi, in cui il fatto costituisce reato solo se commesso dall'intraneus, mentre è penalmente irrilevante se commesso da chi non possiede tale qualifica. Si pensi alla falsa testimonianza (art. 372 c.p.) il cui autore può essere solo il testimone (l'intraneus, appunto) o all'incesto o alla bigamia.[18]
- I reati propri non esclusivi, in cui il fatto è penalmente illecito indipendentemente dal suo autore; tuttavia, quando a commetterli è un soggetto che riveste una data qualifica, il reato "muta titolo", acquistando un nomen iuris e una gravità diversi dall'ipotesi comune.[18]

La qualità personale necessaria per il reato proprio può essere permanente oppure temporanea (o episodica), come nel caso del testimone in un procedimento giudiziario il quale, pur non trovandosi evidentemente stabilmente nella condizione di teste (non dovrebbe infatti trattarsi di una condizione frequente, si spera), può commettere il reato proprio di falsa testimonianza solo durante quel breve tempo in cui rivesta tale funzione. Anche la situazione nella quale si commette l'illecito può essere permanente o temporanea: l'elettore che entri armato in un seggio elettorale può commettere quel reato proprio solo quando un seggio è presente ed esiste per i soli pochi giorni di voto e di spoglio.
La situazione soggettiva dell'autore del reato proprio può essere assoluta o relativa: è assoluta quella condizione che una volta acquisita ha valore generale agli effetti dell'ordinamento, come per il caso del detto pubblico ufficiale, che tale è per l'universalità dei componenti la comunità che ne riconosce la carica e la funzione. È relativa invece quella condizione che ha valore solo per alcuni altri appartenenti alla medesima comunità, ma non per altri, come accade nell'infanticidio per la madre che cagiona la morte del proprio neonato (essa è l'unica madre di quel neonato, può essere madre di altri soggetti, ma non è ovviamente madre di chiunque - la condizione dell'autore è dunque relativa al solo soggetto passivo del reato).
Da taluni si cita anche l'esempio dell'incesto, che consiste in una congiunzione carnale compiuta fra soggetti legati da vincoli di sangue o di affinità, sebbene questo reato sia più spesso e più a proposito citato per esemplificare quelle azioni umane normalmente lecite che divengono reato solo in presenza di particolari qualità dell'autore, e in questo caso divengono reato proprio. Vi sono bensì azioni umane che costituiscono sempre reato, ma che a particolari condizioni divengono reato proprio: l'uccisione di un neonato è generalmente un omicidio, salvo che sia commessa dalla madre del neonato, nel qual caso diviene il già ricordato reato proprio di infanticidio.

#### Reato istantaneo, permanente e abituale
A seconda della natura e del momento consumativo del reato, in pratica della durata dell'illecito, e sotto l'aspetto degli effetti dell'azione delittuosa, il reato può essere istantaneo, permanente, continuato, abituale o professionale.
- il reato istantaneo si ha quando la condotta con la quale si viola la norma (e quindi si produce l'offesa al bene o valore tutelato dalla norma penale incriminatrice) si compie in un solo momento, in una sola frazione di tempo, come accade ad esempio per il reato contravvenzionale di spari in luogo pubblico. Anche l'omicidio, seppur possa essere eseguito in più momenti diversi, si perfeziona solo nell'esatto momento in cui si realizza la morte clinica del soggetto passivo.[20][21]
- il reato permanente: il reato in cui l'evento lesivo e la sua consumazione perdurino per un certo lasso di tempo, come accade per il sequestro di persona.[22][23]
- il reato abituale (o professionale) è caratterizzato da pluralità di condotte, che il legislatore considera in modo unitario come una condotta unica e omogenea. Un esempio di questo tipo è il reato di maltrattamenti in famiglia o la relazione incestuosa. Ciò non toglie però che ogni singolo atto possa rilevare penalmente autonomamente (per esempio le eventuali percosse o ingiurie subite in famiglia o la singola unione carnale tra parenti al fine di determinazione dell'incesto).[24][25]

#### Reato di mera condotta e di evento
Nei reati di mera condotta la fattispecie punisce il fatto di aver tenuto una determinata condotta. L'evento in questa tipologia di reato è conseguenza possibile, ma non necessaria per la configurazione del reato (non è dunque necessaria l'analisi del nesso di causalità da parte del giudice). Ne è un esempio l'omissione di soccorso: viene punita la condotta, al di là delle conseguenze della stessa. Anche la maggior parte delle contravvenzioni appartengono a questa categoria.
Diversamente, nei reati di evento, è necessario il verificarsi di un determinato effetto estrinsecato esteriormente a seguito di un'azione o di un'omissione. Sono reati di evento, ad esempio, l'omicidio, le lesioni, il sequestro di persona, la truffa,...

#### Reato a forma vincolata e a forma libera
Il legislatore differenzia i reati anche dal punto di vista dei mezzi utilizzati, si distinguono quindi i reati a forma vincolata e i reati a forma libera.
- I reati a forma vincolata sono quei reati per i quali la norma penale descrive un'azione connotata da specifiche modalità. In questo caso il bene protetto dalla norma penale è tutelato penalmente solo contro determinate modalità di azione e non altre (esempio: la truffa per essere tale, richiede artifizi o raggiri per essere puniti).[27]
- I reati a forma libera sono i reati in cui la fattispecie è descritta facendo riferimento all'evento, potendo essere le più varie le modalità dell'azione (esempio: la norma penale che punisce l'omicidio tutela il bene della vita indipendentemente dalle modalità di aggressione).[27]

#### Reato di danno e reato di pericolo
Con riguardo all'offesa arrecata al bene giuridico protetto dalla norma penale distinguiamo i reati di danno e i reati di pericolo.
- I reati di danno si configurano quando l'evento giuridico si sostanzia nell'effettiva lesione del bene giuridico tutelato dalla norma penale incriminatrice.[28]
- I reati di pericolo che si hanno, invece, nell'ipotesi in cui l'evento giuridico si sostanzi nella mera messa in pericolo del bene o valore tutelato dalla norma penale. In tal caso dunque la tutela offerta dal diritto penale ai beni giuridici è anticipata in quanto viene anticipata la stessa soglia di tutela del bene.[29]

Si suole distinguere ulteriormente in reati di pericolo concreto, di pericolo astratto e reati di pericolo presunto:
- I reati di pericolo concreto sono quelli nei quali il giudice valuta in base a un giudizio ex ante la concreta pericolosità della condotta incriminata verso il bene giuridico tutelato. Il pericolo è dunque per questi reati un elemento costitutivo della fattispecie. Il pericolo deve effettivamente esistere e di volta in volta essere accertato dal giudice.[30]
- I reati di pericolo astratto sono quelli in cui il pericolo è implicito nella stessa condotta e non fa parte della struttura della fattispecie di reato, ma non è inibito all'accusato fornire la prova contraria.[30]
- I reati di pericolo presunto sono quelli in cui la condotta viene sanzionata senza la necessità di verificarne in concreto la pericolosità, in quanto questa è già presunta dal legislatore nella norma incriminatrice. Sebbene il pericolo non sia implicito nella condotta, viene comunque presunto "iuris et de iure" senza ammissione di prova contraria circa la sua concreta esistenza. I reati di pericolo presunto continuano ad apparire non esenti da obiezioni costituzionali. Essi rischiano di reprimere la mera disobbedienza dell'agente, ossia la semplice inottemperanza di un precetto penale senza che a questa si accompagni un'effettiva esposizione o pericolo del bene protetto.[30]

### Struttura del reato
La struttura del reato, negli anni, è stata oggetto di numerosi studi e approfondimenti, volti a unificare, dal punto di vista teorico-sistematico, le varie fattispecie criminose che il nostro ordinamento penalistico raccoglie.
La dottrina, sia in passato sia ai giorni nostri, utilizza due principali teorie per l'analisi della struttura del reato:
- Teoria bipartita (maggiormente sostenuta in giurisprudenza)[2]
- Teoria tripartita (accolta da larga dottrina)[2]
- Teoria finalistica (di recente introduzione accolta dai cosiddetti "finalisti")
- Teoria quadripartita

#### Teoria bipartita
La teoria bipartita è stata introdotta in Italia da Francesco Carrara.
Il reato, essendo un atto giuridico, è composto da due elementi: quello soggettivo, che concerne l'autore del reato, e quello oggettivo, che si concentra sulla sua condotta.

##### Elemento oggettivo
L'elemento oggettivo è costituito da una condotta, ovvero una modificazione del mondo esteriore, che consiste in un'azione od omissione (diritto) descritta dalla legge penale, da cui scaturisce un risultato, detto evento, collegato alla prima da un nesso causale.
La condottaLa condotta è l'elemento dinamico della fattispecie oggettivo-materiale del fatto tipico. Essa può essere commissiva (o positiva) e si sostanzia quindi in un'azione, in un fare; o può essere omissiva (o negativa) e si sostanzia quindi in un'omissione, in un non fare. L'omissione, a sua volta, può essere propria e impropria. Si parla di "omissione propria" quando ai fini della configurabilità dell'illecito rileva la mera omissione o ritardo nell'azione, mentre si parla di "omissione impropria" nelle ipotesi di reati commissivi mediante omissione (ad esempio l'omicidio del neonato da parte della madre che omette di allattarlo).
L'eventoSussistono due concezioni dell'evento: concezione giuridica e concezione naturalistica. Secondo la concezione naturalistica l'evento consiste nella modificazione della realtà esteriore suscettibile di percezione sensoria. Tale concezione ritiene che possano esistere dei reati senza evento come ad esempio nell'ipotesi dei reati di mera condotta in cui si ha la consumazione del reato con il semplice porre in essere la condotta tipica (ad esempio omissione di referto). Secondo la concezione giuridica, invece, l'evento si sostanzia nell'offesa del bene o valore tutelato dalla norma penale incriminatrice; offesa che può manifestarsi nelle due forme della lesione o messa in pericolo. Tale teoria sostiene, per converso, che non possono esistere dei reati senza evento perché lo stesso reato si sostanzia nell'aggressione di un bene giuridico. Quanto al reato di omissione di referto sostiene che il bene aggredito è quello dell'interesse dell'Amministrazione della giustizia di venire a conoscenza di quei fatti che possono costituire i presupposti per la perseguibilità d'ufficio di dati reati. Per semplificare, l'evento non è altro che la conseguenza dannosa dell'azione od omissione.
Il nesso causaleil nesso causale è il passaggio logico che rende l'evento una conseguenza della condotta del reo e, quindi, imputabile a quest'ultimo, in quanto nessuno può essere considerato autore di un reato se l'evento non è a lui imputabile. Si può pertanto affermare che il "nesso causale", anche detto "nesso di causalità" è il rapporto che deve intercorrere tra azione ed evento, dal quale deve risultare che quest'ultimo è la diretta conseguenza del fare (l'azione) o non fare (l'omissione) in esame. L'esigenza del rapporto di causalità è espressa dall'art. 40 c.p dal quale si ricava che nessuno può essere considerato autore del reato se l'evento dannoso o pericoloso che lo caratterizza non è in relazione causale con il suo comportamento. Il principio è affermato anche dall'art. 27 Cost., il quale statuendo che " la responsabilità penale è personale", consente di configurare la responsabilità penale esclusivamente per fatto proprio.

##### Elemento soggettivo
L'elemento soggettivo consiste nella coscienza e volontà dell'azione od omissione e può assumere tre forme fondamentali: il dolo (secondo intenzione), la colpa (negligenza, imperizia o imprudenza) e la preterintenzione (oltre l'intenzione, ossia dolo misto a responsabilità obiettiva). Mentre il dolo prefigura la volontà nella realizzazione dell'evento naturale, o, secondo alcune teorie, del cosiddetto evento significativo, la preterintenzione consiste in un elemento soggettivo, di carattere misto. L'art. 43 del codice penale riconduce l'evento dannoso o pericoloso alla volontà o alla previsione del soggetto agente, come conseguenza dell'azione o dell'omissione di quest'ultimo. Viceversa, la preterintenzione presuppone che dall'azione od omissione dell'agente derivi un evento dannoso o pericoloso più grave rispetto a quello voluto o preveduto dall'agente.

#### Teoria tripartita
La teoria tripartita suole suddividere la struttura del reato in tipicità, antigiuridicità e colpevolezza e suole definire il reato come: fatto umano tipico, antigiuridico e colpevole.
TipicitàPer tipicità si intende la corrispondenza del fatto umano, posto in essere dal soggetto agente, a una delle fattispecie criminose configurate dal nostro ordinamento. Il fatto, nel caso sussista tale corrispondenza, diverrà un fatto tipico. Il fatto tipico, quindi, sarà un'espressione di tutti quegli elementi costituenti la fattispecie criminosa tipizzata dall'ordinamento. La tipicità è, di conseguenza, espressione sia del principio di materialità, sia del principio di tassatività, poiché configura un fatto umano (nella teoria bipartita corrisponderebbe alla condotta e, quindi, all'elemento oggettivo) che, rileva ai fini del nostro ordinamento penalistico, solo se posto materialmente in essere dall'agente e solo se aderente a quelle ipotesi tassative, espressioni anche del principio di legalità, che lo stesso enuncia.
AntigiuridicitàQualora il fatto umano si configura come fatto tipico, perché possa sussistere un illecito penale, lo stesso deve essere anche antigiuridico, ossia, deve essere realmente "contra ius" e portatore di una lesione del bene giuridico protetto dall'ordinamento giuridico. Tale requisito risulta l'effettivo elemento di differenziazione tra la teoria bipartita e quella tripartita. Si ricorre a questo terzo requisito per introdurre accanto al fatto umano e alla colpevolezza un elemento negativo: l'assenza di scriminanti. Inammissibile per chi ritenga che il concetto proprio di "fatto" comprenda già di per sé la mancanza di scriminanti. La costituzione sancisce all'art. 27 «La responsabilità penale è personale. L'imputato non è considerato colpevole sino alla condanna definitiva. Le pene non possono consistere in trattamenti contrari al senso di umanità e devono tendere alla rieducazione del condannato. Non è ammessa la pena di morte». Con questo articolo la Costituzione sancisce il principio di colpevolezza, il 1° comma deve essere interpretato per considerare l'agente del reato non come semplice fattore causuale "cieco", ma come un essere capace di orientare le proprie scelte secondo criteri di valore e di governare razionalmente i propri atteggiamenti esteriori. Questa interpretazione è sancita dalla sentenza n. 364/1988, la quale dichiarava l'incostituzionalità dell'allora art. 5 c.p.
Colpevolezzaè l'elemento soggettivo del reato, cioè il livello di partecipazione interiore alla realizzazione del fatto; per essere responsabili di un fatto, questo deve essere voluto dall'agente (dolo) oppure il soggetto deve avere agito con colpa, cioè essere stato negligente, imprudente, ecc.

#### Teoria finalistica o Teoria tripartita del reato secondo il criterio finalistico dell'azione
Accanto alla teoria tripartita, si affianca quella cosiddetta "finalistica", che prevede che gli elementi soggettivi (dolo, colpa), rientranti in quella che è la "colpevolezza psicologica" della teoria tripartita, vengano trasfusi nel fatto tipico del reato (quindi nel fatto tipico rientrano sia elementi oggettivi come il nesso di causalità, luogo, tempo, ecc. sia elementi soggettivi come la colpa e il dolo); mentre per colpevolezza, ora "normativa" per i finalisti, s'intende la volontà ribelle di un soggetto a cui l'ordinamento può avanzare un giudizio di riprovevolezza, la quale volontà ribelle presuppone l'imputabilità ed è eliminata o attenuata dalle situazioni scusanti.

#### Causalità naturale del reato
Nell'analisi ex post delle cause di reato, ci si ritrova a dover far fronte al problema logico del regressus in infinitum dato dal fatto che ogni evento è condizione di un evento successivo tanto che, per assurdo, si potrebbe ricondurre l'evento "omicidio" alla causa "nascita dell'assassino" o a eventi ancora più lontani nel tempo.

##### Presupposti
Nel valutare quali cause siano rilevanti ai fini dell'evento occorre tenere conto di due presupposti:
- offensività della condotta (causa) rispetto all'interesse finale tutelato;
- interesse oggettivo del soggetto che pone in essere la condotta alla realizzazione del reato.

#### Teoria quadripartita
Marinucci-Dolcini espongono una teoria quadripartita, perché aggiungono agli elementi della teoria tripartita anche l'elemento della punibilità, tuttavia la punizione è la conseguenza del reato, cioè rappresenta un qualcosa di esterno e che segue il concetto di reato stesso, pertanto tale teoria è minoritaria e fortemente criticata.

#### Teoria pentapartita[39]
In tempi più recenti, la scuola barese di "Diritto e Scienza", che fa capo all'ex Consigliere di Stato Francesco Bellomo, ha proposto una teoria pentapartita del reato. In base a tale teoria sono elementi del reato
1. il fatto tipico;
2. l'imputazione oggettiva;
3. l'imputazione soggettiva;
4. la qualificazione oggettiva;
5. la qualificazione soggettiva.

Il fatto tipico è costituito dalla condotta e dall'evento, definibili sulla base delle leggi di natura, cui il diritto positivo naturalmente non può derogare. L'imputazione – che nel suo duplice aspetto è espressione del principio di personalità ed è retta dal principio di causalità (materiale e psichica) – nella sua componente oggettiva è regolata dagli artt. 40 e 41 c.p.; nella sua componente soggettiva è regolata dagli artt. 42 e 43 sulla colpevolezza. La qualificazione oggettiva attiene al giudizio di illiceità che l'ordinamento conferisce al fatto di reato, che è tale – per l'appunto – quando si ponga in contrasto con i valori complessivi del sistema. La qualificazione soggettiva attiene invece alla necessità che il fatto sia effettivamente rimproverabile all'agente. 
In questa teoria giocano un ruolo determinante i principi costituzionali sul reato e sulla legge penale. Il giudizio di responsabilità penale è il prodotto di un procedimento bifasico: un fatto, materiale e offensivo, può essere imputato a un soggetto sulla base di una norma incriminatrice che abbia fonte legislativa, sia determinata e tipizzante e personalizzante. Perché insorga la responsabilità penale è tuttavia necessario che tale fatto, per come imputato all'agente, sia qualificato dall'ordinamento come antigiuridico e rimproverabile all'agente medesimo. 

### Forme di manifestazione del reato

#### Delitto tentato
Il delitto tentato, contrapposto al delitto consumato, indica in diritto penale un delitto che non è giunto alla sua consumazione perché non si è verificato l'evento voluto dal reo o perché, per ragioni indipendenti dalla sua volontà, l'azione non è comunque giunta a compimento.
Sono due i criteri di configurabilità del tentativo previsti dal codice penale italiano:
- l'idoneità degli atti a commettere un delitto;
- l'univocità degli atti diretti a commettere un delitto.

L'idoneità va valutata dal giudice con il criterio della "prognosi postuma", ovvero in concreto ed ex ante cioè che il giudizio va ricondotto al momento della commissione dell'ultimo atto che ha caratterizzato la sua condotta: infatti, giudicando "ex post", a fatto compiuto cioè, qualsiasi tentativo risulterebbe inidoneo, poiché il reato non è stato realizzato. Per quanto concerne l'univocità, invece, si deve avere riguardo per l'intenzione del soggetto sotto il profilo dell'oggettività: non è ad esempio atto diretto in maniera univoca a commettere un omicidio l'acquisto di una pistola da parte di un individuo, il quale potrebbe ben usare l'arma al poligono di tiro.

#### Concorso di reati
Con l'espressione concorso di reati si riferisce all'ipotesi in cui un unico soggetto è al contempo responsabile di più reati. In Italia il fenomeno è disciplinato dagli articoli 71 e seguenti del codice penale, nei quali si distingue tra concorso materiale di reati e concorso formale di reati.
Secondo l'ordinamento italiano si ha concorso materiale nell'ipotesi che uno stesso soggetto con più azioni od omissioni commette una pluralità di reati (ad esempio quando tizio con diversi colpi di pistola uccide più persone). Tale comportamento si punisce adottando il cumulo materiale delle pene, rispondente al principio tot crimina tot poenae secondo cui il reo risponderà della somma delle pene previste per i singoli reati; tale asprezza di trattamento è però temperata dalla previsione di alcuni limiti, la pena non può superare i 30 anni se si tratta di reclusione, i 5 anni se si tratta di arresto e comunque il quintuplo della pena più grave. Si ha concorso formale (o ideale) di reati quando un medesimo soggetto con una sola azione od omissione commette più reati (ad esempio quando Caio ingiuria una platea). Come pena si applica il cumulo giuridico secondo cui va applicata la pena prevista per il reato più grave, aumentata fino al triplo.